# Донга
Донга (укр. До́нга, крымскотат. Donğa, Донгъа) — маловодная река (балка) в Бахчисарайском районе Крыма, левый приток Качи. Длина водотока — 6,5 км, площадь водосборного бассейна — 12,0 км². В сборнике «Крымское государственное заповедно-охотничье хозяйство им. В. В. Куйбышева» 1963 года у Донг записаны высота истока 1280 м, устья — 553 м, уклон реки 110 м/км².
Название реки исследователи выводят от тюркского личного имени Донгай.

## География
Исток Донги находится на территории Крымского заповедника, на западном склоне горы Демир-Капу (перешеек к горе Кемаль-Эгерек). Началом реки считается родник Малинагор, в овраге Пиченник, правом притоке основного оврага Джит-Дере, поднимающегося на Ялтинскую яйлу по материалам Партии Крымских Водных изысканий 1916 года на высоте 1101 м. Река течёт в северо-западном направлении, в песчаниковых породах, вначале по довольно пологой и широкой долине, которая в нижнем течении становится очень крутой, где изобилует перепадами, образуя небольшие водопады. Донга впадает в Качу слева в 63,0 км от устья, на высоте, по Рухлову, 245 саженей (529 м) над уровнем моря. Водоохранная зона реки установлена в 50 м.